# Boissise-la-Bertrand
Boissise-la-Bertrand è un comune francese di 984 abitanti situato nel dipartimento di Senna e Marna nella regione dell'Île-de-France.

## Società

### Evoluzione demografica
Abitanti censiti